# Spichra
Spichra ist ein Ortsteil der Gemeinde Krauthausen im Wartburgkreis in Westthüringen. Der Ort liegt etwa drei Kilometer Luftlinie westlich von Krauthausen am Ostufer der Werra. Im März 2021 hatte Pferdsdorf-Spichra 410 Einwohner.

## Geografie
An die Gemarkung grenzt im Norden der Amt Creuzburger Ortsteil Creuzburg, im Osten die Gemarkungen Krauthausen und Deubachshof, im Süden der Eisenacher Stadtteil Hörschel und im Westen Pferdsdorf. Durch den Ort fließt vom Deubachshof kommend der Lange Graben, ein orografisch rechter Zufluss der Werra. Die geographische Höhe des Ortes beträgt 186 m ü. NN.

## Geschichte
Als Teil des Amts Creuzburg gehörte der Ort zu verschiedenen Ernestinischen Herzogtümern, zuletzt ab 1662 zu Sachsen-Eisenach und ab 1741 zu Sachsen-Weimar-Eisenach. 1920 kam er zum Land Thüringen.
Bei Abwehrkämpfen am 1. April 1945 wurden durch amerikanischen Beschuss die meisten Gebäude in Spichra getroffen und brannten nieder. Die Brücke am Kraftwerk wurde gesprengt, die Landwirte des Ortes und ihre Bestände rechtzeitig evakuiert. Wehrmachteinheiten leisteten im Raum Spichra-Hörschel erheblichen Widerstand und fügten den US-Panzertruppen empfindliche Verluste zu. Deren Übergang über die Werra wurde hier verhindert. Daraufhin wandten sie sich nach Norden, in Richtung der noch intakten Werrabrücke Creuzburg. 1946 begann der Wiederaufbau des Ortes.
Von 1949 bis 1990 war die Entwicklung des Ortes durch die Lage im Sperrgebiet der Innerdeutschen Grenze geprägt. 1974 wurde Pferdsdorf mit Spichra zur Gemeinde Pferdsdorf-Spichra vereint. Im März 1994 wurde die bis dahin selbständige Gemeinde Pferdsdorf-Spichra nach Krauthausen eingemeindet.

## Verkehr
Südlich der Gemarkung verläuft die Bundesautobahn 4 mit der Werratalbrücke Hörschel. Anschluss an diese besteht an der Anschlussstelle ’’Eisenach-West’’ bei Deubachshof sowie in Herleshausen. Eine Kreisstraße verbindet Spichra mit der Landesstraße 1017, die bis 2009 als Bundesstraße 7a gewidmet war und durch die Gemarkung in Richtung Eisenach und Herleshausen verläuft.
Der Werratal-Radweg verbindet Spichra nach Süden mit Hörschel und in nördlicher Richtung mit dem Stiftsgut Wilhelmsglücksbrunn und der Stadt Creuzburg. Mit Pferdsdorf ist Spichra durch eine Ortsverbindungsstraße verbunden.

## Sehenswürdigkeiten

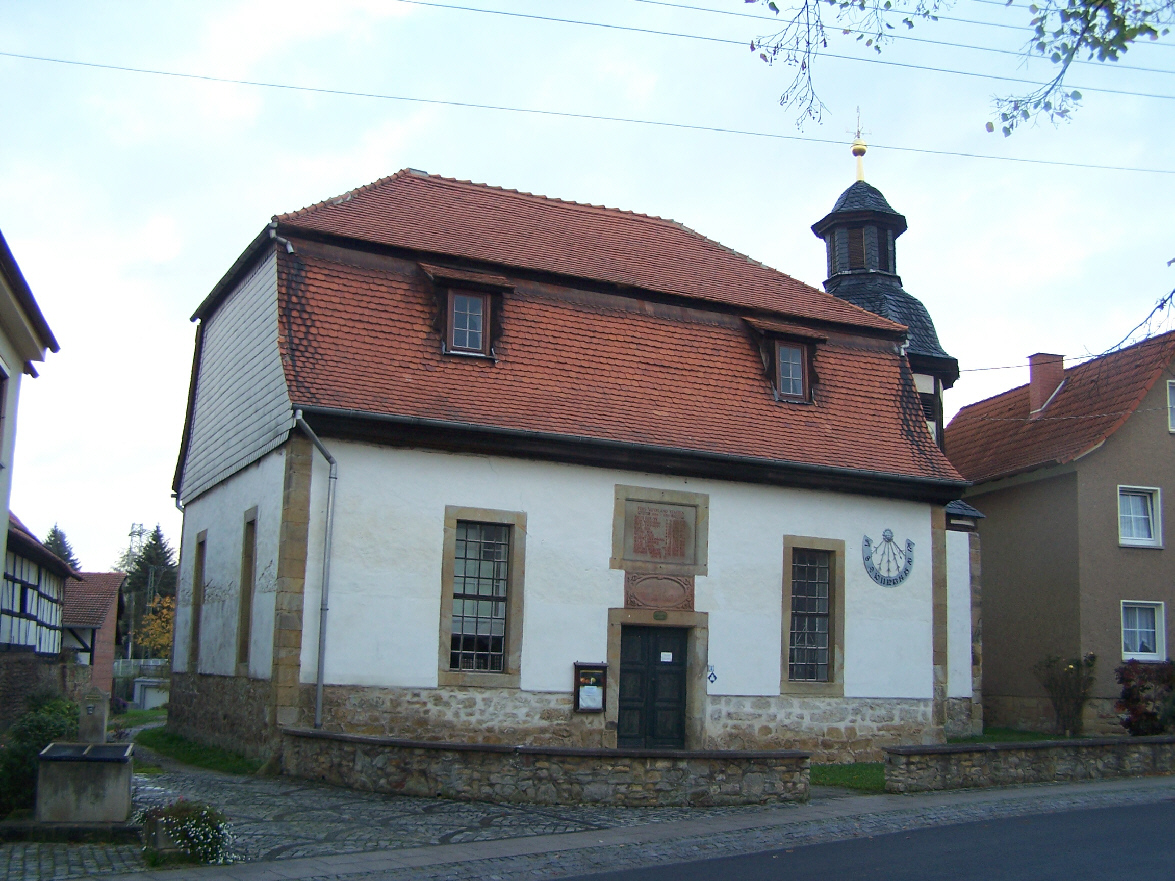
Die Dorfkirche

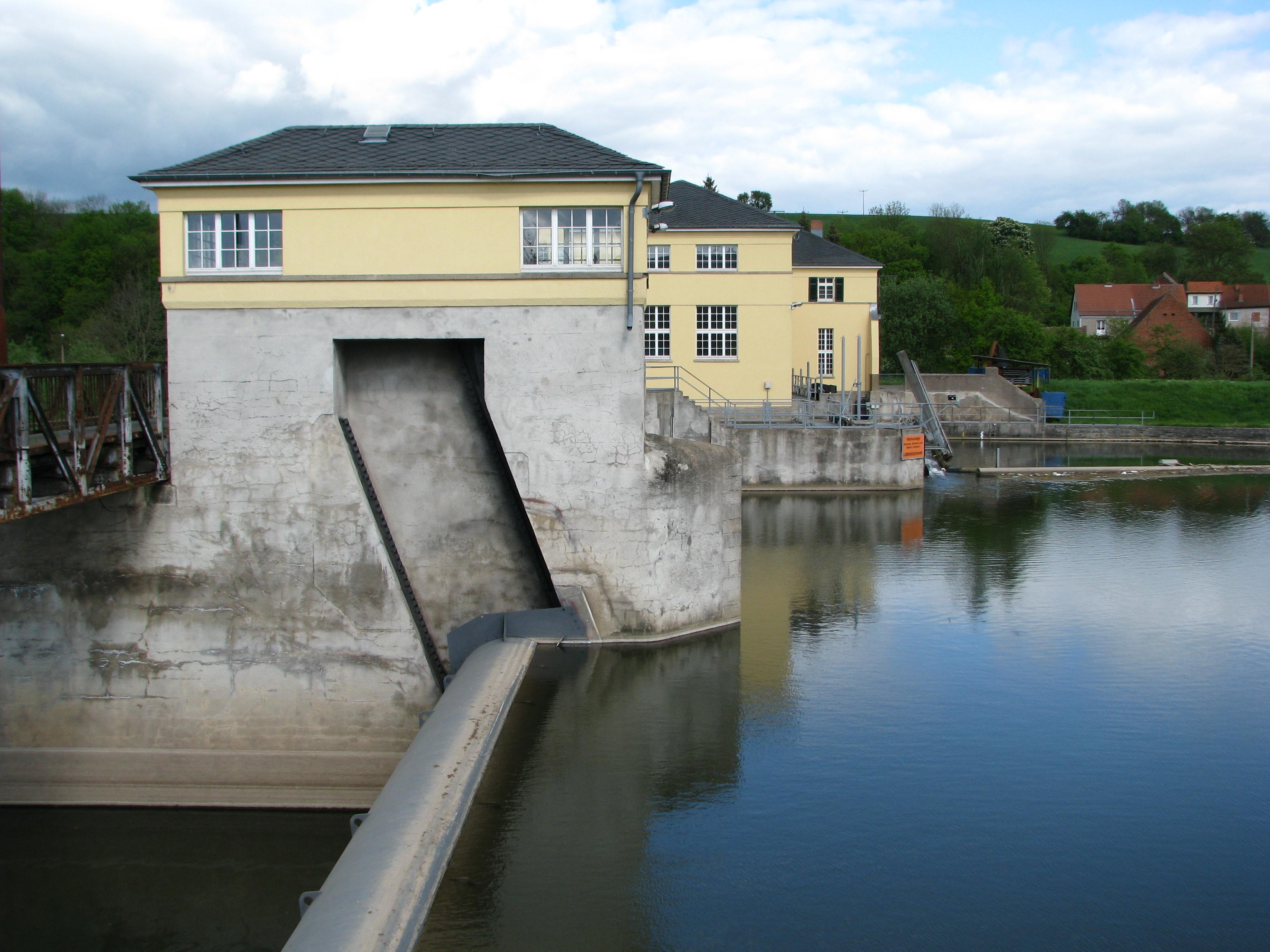
Wasserkraftwerk Spichra

### Kirche
In der Ortsmitte von Spichra befindet sich die Dreifaltigkeitskirche, in der heutigen Form entstand das Gotteshaus 1753 nach Umbauten aus einer bereits 1626 erbauten Kapelle. Im Inneren der  Kirche befindet sich ein aus dem 17. Jahrhundert datierender Taufstein mit den Familienwappen der Patronatsherren von Buttlar und von Herda. An der Südfassade befindet sich eine Sonnenuhr. Auch die Spichraer Kirche wurde bei den  Kampfhandlungen am 1. April 1945 schwer beschädigt und konnte erst seit 1958 wieder von der Kirchgemeinde in vollem Umfang genutzt werden.

### Wasserkraftwerk
Das 1923 bis 1925 erbaute Technische Denkmal wurde am 24. Oktober 1925 erstmals in Betrieb genommen. Nach dem Korrossiosbruch einer Wehrwalze wurde das Kraftwerk 1984 stillgelegt. Die TEAG Thüringer Energie AG rekonstruierte das Bauwerk im Jahr 1997 für 5,9 Millionen D-Mark. Im Februar 1998 ging die Anlage wieder ans Netz und wird heute von der Thüringer Energie AG betrieben. Drei Francis-Schachtturbinen arbeiten seitdem mit einer Leistung von maximal 1300 kW. 2009 wurde eine Fischschleuse installiert, um den Anforderungen der EU-Wasserrahmenrichtlinie gerecht zu werden. Im Jahr 2011 wurde die zum Kraftwerk gehörende Fußgängerbrücke über die Werra denkmalgerecht ersatzneugebaut.

## Sagen
- Ludwig Bechstein: Die Wichtlein im Werratale[8] (Sage über die Höhle Wichtelkutte im Spatenberg bei Spichra.)